# Championnats d'Europe de triathlon 2018
Navigation
Édition précédente Édition suivante
Les championnats d'Europe de triathlon 2018 ont lieu du 9 au 11 août 2018 à Glasgow, au Royaume-Uni, dans le cadre des championnats sportifs européens 2018, première édition des championnats sportifs européens.

## Épreuves
Les épreuves des championnats d'Europe de triathlon 2018, se déroulent les 9, 10 et 11 août 2018, sur le site de Strathclyde Country Park dans le North Lanarkshire à Glasgow en Écosse. Les compétitions féminine  et masculine se réalisent sur distance standard (M) respectivement le 9 et le 10 août. L'épreuve en relais mixte, nouvelle pratique olympique, se déroule le 11 août.

## Résumés de course

### Course femmes
La Suissesse Nicola Spirig, multiple médaillée olympique, remporte son 6e titre sur ce championnat européen. La course commence avec une prise de contrôle lors de la partie natation par la Britannique Jessica Learmonth, championne d'Europe en titre, et la Française Cassandre Beaugrand, récente championne du monde en relais mixte. Les deux championnes prennent les devants sur la partie vélo et tentent de maintenir les écarts avec le peloton des poursuivantes. Nicola Spirig réussit toutefois à rejoindre le duo de tête lors du quatrième tour du circuit vélo. Dès la jonction effectuée, la Suissesse porte une attaque à laquelle la Française ne peut résister et concède rapidement des écarts, la Britannique restant pour sa part dans la roue de la championne olympique. Après une rapide transition, Nicola Spirig prend rapidement une large avance sur sa première poursuivante. Elle franchit en vainqueur la ligne d'arrivée et s'octroie un 6e titre européen sur courte distance. Performance remarquable de par son faible taux de participation aux courses du circuit international au regard de sa vie privée et de la naissance de son second enfant. Jessica Learmonth prend la deuxième place et Cassandre Beaugrand ajoute un nouveau podium international, le troisième de l'année, à son palmarès.

### Course hommes
Le Français Pierre Le Corre en remportant son premier titre européen, offre le 9e titre de champion d'Europe de triathlon courte distance à la France. Le Français a maîtrisé complètement la compétition dont l'issue est toutefois restée incertaine jusqu'à la fin de l'épreuve. Dès la sortie de la natation Pierre le Corre fait partie d'un groupe de neuf triathlètes qui constitue la tête de course dans laquelle le Britannique Alistair Brownlee, le Belge Marten Van Riel et le Slovaque Richard Varga sont de sérieux prétendant au titre. Une collaboration fructueuse permet à ce groupe de tête d'agrandir les écarts sur le peloton des poursuivants et notamment sur l'Espagnol Fernando Alarza. Pierre Le Corre plus rapide à la seconde transition engage la partie course à pied sur un rythme rapide soutenue seulement par le Belge Van Riel et le double champion olympique en titre Alistair Brownlee qui cède subitement du terrain au cours du second tour du circuit de course à pied et ne parvient plus à recoller au duo de tête. Pris en chasse par Fernando Alazra qui revient à vive allure sur le duo, le Français fait le choix d’accélérer encore pour se mettre à l'abri de ce retour rapide. Accélération que le Belge ne peut soutenir et qui laisse Pierre Le Corre partir seul vers son premier sacre européen, deuxième podium sur cette compétition,.

### Course mixte
Le relais de l’équipe de France de triathlon, favorite au départ de la course, remporte un deuxième titre européen dans la spécialité. À l'issue d'une course dense et très disputée, les relayeurs français Léonie Périault, Pierre Le Corre, Cassandre Beaugrand et Dorian Coninx ajoutent un titre à leurs palmarès et affichent leur suprématie sur cette spécialité, après leur victoire lors des championnats du monde au mois de juillet de cette même année. L'équipe suisse, qui voit lors du troisième relais le retour fulgurant de la double championne olympique Nicola Spirig, n’empêche pas le Français Dorian Coninx de prendre le meilleur sur le Suisse Sylvain Fridelance lors de la course à pied au cours du dernier segment et de passer la ligne victorieusement. L'équipe belge termine troisième de l'épreuve et obtient la médaille de bronze.

## Palmarès

### Hommes élites
| Rang               | Triathlète        | Temps           |
| ------------------ | ----------------- | --------------- |
| Médaille d'or      | Pierre Le Corre   | 1 h 47 min 17 s |
| Médaille d'argent  | Fernando Alarza   | 1 h 47 min 28 s |
| Médaille de bronze | Marten Van Riel   | 1 h 47 min 40 s |
| 4                  | Alistair Brownlee | 1 h 48 min 12 s |
| 5                  | Jelle Geens       | 1 h 48 min 47 s |
| 6                  | Tamás Tóth        | 1 h 48 min 53 s |
| 7                  | Márk Dévay        | 1 h 49 min 4 s  |
| 8                  | Igor Polyanskiy   | 1 h 49 min 9 s  |
| 9                  | Barclay Izzard    | 1 h 49 min 19 s |
| 10                 | Jonas Schomburg   | 1 h 49 min 26 s |

### Femmes élites
| Rang               | Triathlète          | Temps           |
| ------------------ | ------------------- | --------------- |
| Médaille d'or      | Nicola Spirig       | 1 h 59 min 13 s |
| Médaille d'argent  | Jessica Learmonth   | 1 h 59 min 46 s |
| Médaille de bronze | Cassandre Beaugrand | 2 h 0 min 57 s  |
| 4                  | Laura Lindemann     | 2 h 1 min 42 s  |
| 5                  | Claire Michel       | 2 h 2 min 6 s   |
| 6                  | Vendula Frintová    | 2 h 2 min 6 s   |
| 7                  | Julia Hauser        | 2 h 2 min 37 s  |
| 8                  | Kaidi Kivioja       | 2 h 2 min 38 s  |
| 9                  | Petra Kuříková      | 2 h 2 min 41 s  |
| 10                 | Melanie Santos      | 2 h 3 min 18 s  |

### Relais mixte
| Rang               | Équipe    | Triathlètes                                                                     | Segment                                         | Temps final     |
| ------------------ | --------- | ------------------------------------------------------------------------------- | ----------------------------------------------- | --------------- |
| Médaille d'or      | France    | Léonie Périault Pierre Le Corre Cassandre Beaugrand Dorian Coninx               | 19 min 10 s 17 min 49 s 19 min 39 s 18 min 30 s | 1 h 15 min 7 s  |
| Médaille d'argent  | Suisse    | Lisa Berger Andrea Salvisberg Nicola Spirig Sylvain Fridelance                  | 19 min 26 s 17 min 47 s 19 min 18 s 18 min 49 s | 1 h 15 min 18 s |
| Médaille de bronze | Belgique  | Claire Michel Jelle Geens Valerie Barthelemy Marten Van Riel                    | 19 min 10 s 17 min 46 s 20 min 14 s 18 min 21 s | 1 h 15 min 29 s |
| 4                  | Hongrie   | Zsófia Kovács Tamás Tóth Zsanett Bragmayer Márk Dévay                           | 19 min 23 s 17 min 47 s 19 min 59 s 18 min 58 s | 1 h 16 min 6 s  |
| 5                  | Danemark  | Anne Holm Emil Holm Alberte Kjær Pedersen Andreas Schilling                     | 20 min 1 s 18 min 33 s 19 min 31 s 18 min 24 s  | 1 h 16 min 28 s |
| 6                  | Allemagne | Bianca Bogen Jonas Schomburg Laura Lindemann Gabriel Allgayer                   | 19 min 39 s 18 min 42 s 19 min 24 s 18 min 52 s | 1 h 16 min 36 s |
| 7                  | Portugal  | Melanie Santos João Silva Helena Carvalho Miguel Arraiolos                      | 19 min 18 s 17 min 47 s 20 min 25 s 19 min 13 s | 1 h 16 min 42 s |
| 8                  | Espagne   | Anna Godoy Contreras Fernando Alarza Camila Alonso Aradas Antonio Serrat Seoane | 19 min 23 s 17 min 31 s 21 min 10 s 18 min 42 s | 1 h 16 min 45 s |
| 9                  | Italie    | Ilaria Zane Gianluca Pozzatti Giorgia Priarone Gregory Barnaby                  | 19 min 32 s 18 min 29 s 20 min 3 s 18 min 44 s  | 1 h 16 min 46 s |
| 10                 | Russie    | Anastasia Gorbunova Igor Polyanskiy Ekaterina Matiukh Dmitry Polyanskiy         | 19 min 34 s 18 min 26 s 20 min 13 s 18 min 48 s | 1 h 17 min 0 s  |